# Бісноватий-Коган Геннадій Семенович
Геннадій Семенович Бісноватий-Коган (нар. 1941) — радянський і російський астрофізик, фахівець у галузі плазмової астрофізики, особливо відомий передбаченням подвійних пульсарів.
Співробітник Інституту космічних досліджень РАН та Навчально-наукового інституту гравітації та космології. Лауреат Премії НАНУ ім. М. П. Барабашова, член Європейської академії наук.

## Наукова біографія
У 1958—1964 був студентом МФТІ, потім у 1964—1967 — аспірантом МФТІ та ІПМ, його науковим керівником був академік Яків Зельдович. У 1967—1974 роках — молодший науковий співробітник ІПМ. З 1974 до теперішнього часу — послідовно старший, провідний, і головний науковий співробітник в ІКД.
Кандидатська дисертація «Пізні стадії зоряної еволюції» — 1968, захищена в ІПМ. Докторська дисертація «Рівновага та стійкість зір та зоряних систем» — 1977, ІКД. Професор астрофізики — 1991, ІКД.
Автор понад 350 наукових статей та 2 монографій. Член редакційної ради журналів Астрофізика (Вірменія), Гравітація та космологія (Росія), Transactions of Astronomy and Astrophysics (Росія). Член наукових рад ІКІ та ДАІШ та вченої ради Навчально-наукового інституту гравітації та космології.

## Основні наукові результати
Перша межа на масу гарячих нейтронних зір (близько 70 {\displaystyle M_{\odot }}). Ідея магніторотаційного механізму вибуху наднових, чисельні розрахунки якого, проведені його групою, показують високу ефективність перетворення енергії обертання в енергію вибуху, достатню для пояснення наднових.
Розвиток теорії втрати маси зорями в процесі еволюції та методу для побудови самоузгоджених зоряних моделей із втратою маси. Чисельні моделі зір у рамках цієї теорії.
Передбачення існування підкручених пульсарів (recycled pulsar) — подвійних радіопульсарів, що пройшли через стадію подвійних рентгенівських джерел і були розігнані акрецією (1974). Зараз відомо близько 200 таких об'єктів, перший з яких, знайдений у 1975 році, — пульсар Галса — Тейлора.
Розвиток теорії акреції на чорні діри та нейтронні зорі, відкриття формування корони біля акреційного диска, конвективних нестійкостей акреційних дисків, можливості формування сильних магнітних полів поблизу чорних дір. Перший аналіз моделей акреційних дисків із адвекцією. Самоузгоджена модель акреції на нейтронну зорю, що швидко обертається.
Відкриття нерівноважного шару в оболонці нейтронних зір. Модель гамма-спалахів, що виникають з нейтронних зір — які спостерігаються у джерел м'яких повторюваних гамма-сплесків усередині нашої Галактики. Перше обчислення нейтринного фону, створеного надновими, та обговорення можливості його детектування (1982). Теорія поширення сильних дво- і тривимірних ударних хвиль у міжзоряному середовищі була розроблена у наближенні тонкого шару (огляд результатів опублікований у 1994). Формування космологічних «млинців» Зельдовича у великомасштабній структурі темної матерії у Всесвіті було досліджено у серії робіт 2004—2006 років.

## Нагороди
- 1999 рік — Премія НАН України імені М. П. Барабашова за серію робіт «Розвиток методів багатовимірної гідродинаміки та їх застосування до актуальних проблем сучасної астрофізики»[5].
- 2000 рік — Премія видавництва «Наука/Інтерперіодика» за найкращу публікацію в журналах, що видаються нею[5].
- 2009 — Премія видавництва «Наука/Інтерперіодика» за найкращу публікацію в журналах РАН за 2008 рік в розділі «Фізика та математика» за статтю «Різні магніторотаційні наднові» (співавтор).

## Основні роботи
- «Физические вопросы теории звездной эволюции». Москва: Наука, 1989[6].
- «Физика звёзд» в 2-х томах (монография на англ. яз.). Springer/PRAXIS. Лондон, Берлин, Гейдельберг, Нью-Йорк, Париж, Токио. 2001.
- «Релятивистская астрофизика и физическая космология». Москва: КРАСАНД, 2010.